# Ēriks Bēze
Ēriks Bēze (* 20. Augustjul. / 2. September 1910greg.; † 19. August 1980 in Potsdam) war ein lettischer Fußballspieler.

## Leben und Karriere
Ēriks Bēze spielte in seiner Fußballkarriere mindestens in den Jahren 1932 und 1935 für die Rigas Vanderer in der Virslīga.
Am 13. Juli 1932 debütierte Bēze in der Lettischen Fußballnationalmannschaft gegen Schweden. Drei Jahre später wurde er erneut in die Nationalmannschaft berufen. 1935 nahm er mit dem Team am Baltic Cup teil. Sein letztes von vier Länderspielen absolvierte er bei diesem Turnier gegen Estland am 22. August 1935 in Tallinn.
Der gelernte Zahntechniker hatte Lettland vor 1939 verlassen und spielte danach keinen Fußball mehr. Im Juni 1941 wurde er in die deutsche Wehrmacht eingezogen. Im Zweiten Weltkrieg geriet er in sowjetische Kriegsgefangenschaft, aus der er 1948 entlassen wurde.
Er lebte und arbeitete danach in Potsdam, in der damaligen Deutschen Demokratischen Republik, wo er 1980 kurz vor seinem 70. Geburtstag starb.